# Chester (Wirginia)
Chester – jednostka osadnicza w Stanach Zjednoczonych, w stanie Wirginia, w hrabstwie Chesterfield.